# Петрішору
Петрішору (рум. Petrișoru) — село у повіті Бузеу в Румунії. Входить до складу комуни Раковіцень.
Село розташоване на відстані 117 км на північний схід від Бухареста, 21 км на північ від Бузеу, 89 км на захід від Галаца, 106 км на схід від Брашова.

## Населення
За даними перепису населення 2002 року у селі проживали 448 осіб, усі — румуни. Усі жителі села рідною мовою назвали румунську.